# Linognathus digitalis
Linognathus digitalis är en insektsart som beskrevs av Kleynhans 1968. Linognathus digitalis ingår i släktet Linognathus och familjen nötlöss. Inga underarter finns listade i Catalogue of Life.